# Briggs & Stratton

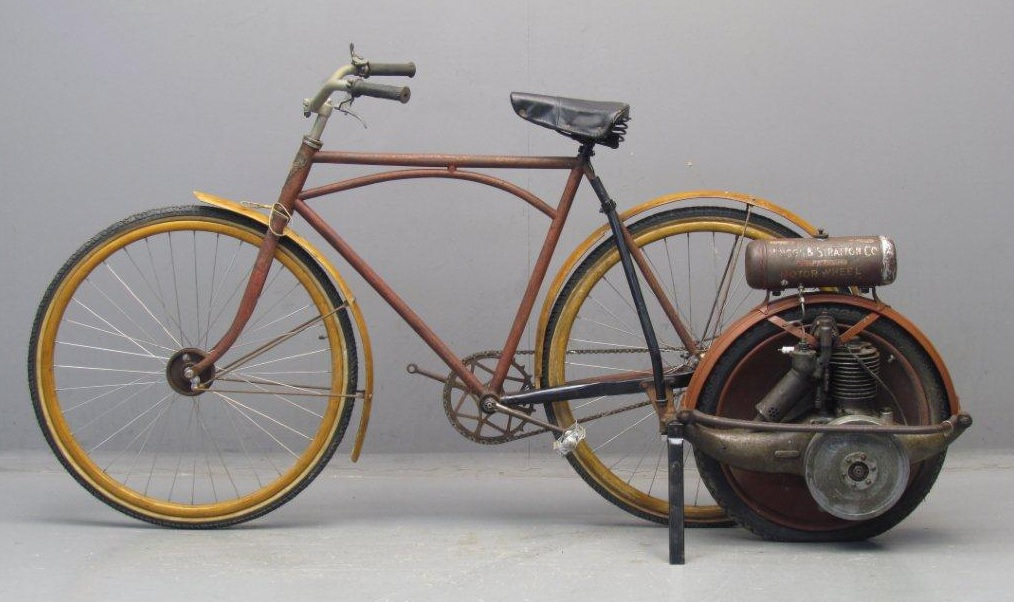
Fahrrad mit Antriebseinheit (um 1910)

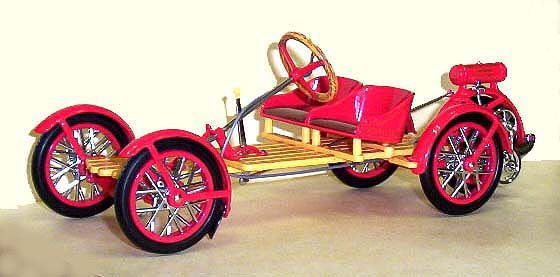
Briggs & Stratton Flyer (um 1920)

Briggs & Stratton ist der größte Hersteller von luftgekühlten Ottomotoren. Jährlich werden über 10 Millionen Stück produziert. Diese Motoren finden sich vornehmlich in Bau- und Gartengeräten wie mobilen Generatoren, Rasenmähern und sonstigen mit Benzin angetriebenen Geräten. Zum Jahresende 2012 beschäftigte der Konzern 6.321 Mitarbeiter. Die Aktien des Unternehmens werden seit 1928 an der NYSE gehandelt. Motoren von Briggs & Stratton werden weltweit vertrieben.

## Beschreibung
Die Gesellschaft wurde im Jahre 1908 in Milwaukee, Wisconsin, USA von den Ingenieuren Stephen Foster Briggs und Harold M. Stratton gegründet. Ursprünglich sollten Automobile hergestellt werden. 1908 sowie von 1919 bis 1923 entstanden Automobile. Wichtiger für das Unternehmen war die Produktion von Zulieferteilen für die Automobilindustrie und Einbaumotoren. Abnehmer waren unter anderen Auto Cub, Banner Boy Buckboard und Shaw Manufacturing Company.
1979 kaufte Briggs & Stratton den deutschen Kleindieselmotorenhersteller Farymann Diesel und wollte so den Einstieg bei Kleindieselmotoren schaffen. Die Pläne, neue wassergekühlte Mehrzylindermotoren zu entwickeln, scheiterten, ebenso wie die Kosten bei bestehenden Einzylindermotoren deutlich zu senken. Mitte der 1980er wurde deshalb Farymann Diesel wieder verkauft. 2004 wurde der Konkurrent Simplicity Manufacturing übernommen. Der im selben Jahr in die Insolvenz geratene Konkurrent Murray wurde im Folgejahr aufgekauft.
Am 20. Juli 2020 meldete Briggs & Stratton Gläubigerschutz nach Chapter 11  des US-Insolvenz-Verfahrens an. Im Zuge dessen wird das Unternehmen durch die Investmentgesellschaft KPS Capital Partners übernommen.

## Fahrzeugbau
1908 entstanden drei Personenkraftwagen. Sie erhielten den Markennamen Superior. Sie hatten einen Vierzylindermotor von der Continental Motors Company. Zwei waren als Tourenwagen und eines als Roadster karosseriert.
1919 erwarb Briggs & Stratton die Rechte am Smith Flyer, einem Buckboard, und fertigte es unter dem Namen Briggs & Stratton Flyer bis 1923. Der Einzylindermotor hatte 201 cm³ Hubraum mit 63,5 mm Bohrung und 63,5 mm Hub. Die maximale Leistung von 2 PS wurde bei 2400/min erreicht.
Das Unternehmen präsentiert in unregelmäßigen Abständen Konzeptfahrzeuge, so z. B. 1979 eines der ersten Parallel-Hybrid-Fahrzeuge überhaupt, den Briggs & Stratton Hybrid.

## Auszeichnung von Parks
Im Jahr 1990 begann Briggs & Stratton damit, schöne Parks in den USA auszuzeichnen. Seit 2002 sponsert Briggs & Stratton den Wettbewerb „Schönster Park“ in Europa. Von einer von Briggs & Stratton beauftragten Jury werden seitdem in Deutschland, Frankreich, Großbritannien, Italien, Polen und Schweden alljährlich die zehn bzw. fünf landesweit schönsten Parks prämiert. 2009 wurde erstmals der „schönste Park Europas“ ausgezeichnet.